# Jenna Blasman
Jenna Blasman (Kitchener, 24 settembre 1993) è un'ex snowboarder canadese.

## Palmarès

### Coppa del Mondo
- Miglior piazzamento nella Coppa del Mondo generale di freestyle: 16ª nel 2015
- Miglior piazzamento nella Coppa del Mondo di slopestyle: 7ª nel 2015
- Miglior piazzamento nella Coppa del Mondo di big air: 3ª nel 2016
- 1 podio:
  - 1 secondo posto